# Jesse Orosco
Jesse Russell Orosco (né le 21 avril 1957 à Santa Barbara, Californie, États-Unis) est un lanceur de relève gaucher de baseball qui joua dans les Ligues majeures de 1979 à 2003.
Détenteur du record des Ligues majeures pour le plus grand nombre de matchs joués par un lanceur, Jesse Orosco a joué 8 de ses 24 saisons avec les Mets de New York, qu'il a deux fois représenté au match des étoiles. Les partisans de baseball se souviennent notamment de lui pour avoir enregistré le dernier retrait de la Série mondiale 1986 remportée par les Mets. Il ajoute à son palmarès un autre titre de champion en gagnant la Série mondiale 1988 avec les Dodgers de Los Angeles.

## Carrière
Jesse Orosco est un choix de deuxième ronde des Twins du Minnesota en 1978. Il passe peu de temps sous contrat avec cette franchise, le temps de 20 parties de ligues mineures puisqu'il est transféré aux Mets de New York le 7 février 1979, les Twins complétant ainsi un échangé réalisé le 8 décembre précédent. Orosco sera le seul joueur d'importance donné aux Mets pour l'acquisition du vétéran lanceur Jerry Koosman puisque le seul autre échangé par les Twins pour ce dernier est un dénommé Greg Field, qui n'atteindra jamais les Ligues majeures. Orosco fait ses débuts dans le baseball majeur avec les Mets le 5 avril 1979. Il dispute 18 matchs à sa saison initiale avant d'évoluer uniquement en ligues mineures en 1980 puis de faire un bref séjour de 8 matchs avec le grand club en 1981.
La carrière d'Orosco prend véritablement son envol en 1982 au sein du personnel de releveurs des Mets de New York. Il joue avec cette équipe jusqu'en 1987. En 1983, il maintient la meilleure moyenne de points mérités (1,47) des lanceurs du club, qu'il mène aussi pour les victoires (13). Travaillant 110 manches au monticule, il mène les releveurs de l'équipe à ce chapitre ainsi que pour les retraits sur des prises (84) et les sauvetages (17). À la fin de l'année, il termine troisième au vote pour le trophée Cy Young décerné au meilleur lanceur de la Ligue nationale.
Orosco présente une moyenne de points mérités de 2,73 en 8 saisons et 595 manches et deux tiers lancées pour les Mets, dont il endosse l'uniforme pour 372 parties. Comme stoppeur, il compile 107 sauvetages et se montre efficace tout au long de son séjour dans la métropole américaine, à l'exception d'une saison 1987 plus difficile. Il représente les Mets au match des étoiles en 1983 et 1984. Cette dernière saison, il réalise son record personnel de 31 sauvetages en une année, le troisième plus haut total de la Ligue nationale. Il est de la mémorable saison 1986 des Mets. Orosco fait cette année-là quatre apparitions au monticule dans la Série de championnat de la Ligue nationale contre les Astros de Houston et est le lanceur gagnant dans les matchs numéro 3, 5 et 6. Cette dernière partie est d'ailleurs remportée 7-6 en 16 manches de jeu par les Mets : Orosco amorce la 16e reprise, sa troisième manche de travail, avec une avance de trois points. Il en accorde deux aux Astros, et une confrontation se dessine au monticule lorsque son coéquipier Keith Hernandez, le joueur de premier but, menace Orosco de représailles s'il utilise encore sa balle rapide,. Avec deux coureurs sur les sentiers, il retire Kevin Bass sur des prises avec sa redoutable balle glissante, son lancer fétiche, pour clore la rencontre et permettre aux Mets de passer en Série mondiale. Orosco enregistre le sauvetage dans les quatrième et septième parties de la Série mondiale 1986 et il retire Marty Barrett sur trois prises lors de l'affrontement final pour assurer les Mets du titre. Une photo du receveur Gary Carter sautant dans les bras de Jesse Orosco pour célébrer cette conquête est l'une des plus célèbres du baseball,. Coïncidence : le lanceur contre lequel Orosco avait été échangé, Jerry Koosman, avait enregistré le dernier retrait de la Série mondiale 1969, dernier sacre des Mets avant celui de 1986.

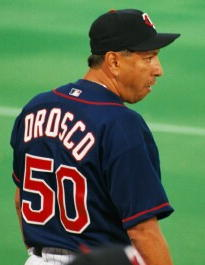
Jesse Orosco en 2003 avec les Twins du Minnesota.

Le 11 décembre 1987, Orosco est l'un des 8 joueurs échangés dans une transaction à trois clubs entre les Mets de New York, les Athletics d'Oakland et les Dodgers de Los Angeles, qui inclut notamment les lanceurs Bob Welch et Kevin Tapani. Orosco se retrouve chez les Dodgers et, après une dernière année difficile à New York où il est parfois chahuté par les partisans au Shea Stadium, il abaisse sa moyenne de points mérités de 4,44 à 2,72. Il aide les Dodgers à remporter la Série mondiale 1988 sur Oakland. Dans la ronde précédant la série finale, les Dodgers éliminent les Mets et Orosco est confronté à quatre reprises à ses anciens coéquipiers dans cette Série de championnat.
Il évolue tour à tour pour les Indians de Cleveland (1989-1991), les Brewers de Milwaukee (1992-1994), les Orioles de Baltimore (1995-1999), les Cardinals de Saint-Louis (2000), à nouveau les Dodgers de Los Angeles (2001 et 2002), puis joue 2003 avec trois clubs différents : les Padres de San Diego, les Yankees de New York et les Twins du Minnesota. Après son départ des Mets, il délaisse les fonctions de stoppeur, enregistrant un sauvetage ici et là mais étant davantage employé comme spécialiste gaucher,. Il cumule un grand nombre de parties jouées mais un total généralement inférieur de manches lancées, ce qui explique en partie sa longévité et le fait qu'il évolue dans les majeures jusqu'à l'âge de 46 ans. Chaque saison, de 1999 à 2003, Orosco est le joueur le plus âgé de sa ligue. Avec les Orioles en 1997, il présente sa meilleure moyenne de points mérités (2,32) depuis les années 1980. Le 17 août 1999 contre Minnesota, Orosco effectue sa 1072e apparition dans les majeures, battant le record de Dennis Eckersley pour le plus grand nombre de parties jouées par un lanceur. Lorsqu'il joue son dernier match le 27 septembre 2003, Orosco est le dernier joueur ayant évolué dans les années 1970 à jouer dans une partie des majeures. Il signe un contrat avec les Diamondbacks de l'Arizona pour 2004 mais annonce sa retraite en janvier, avant le début de la saison.
Jesse Orosco se retire avec le plus grand nombre de matchs joués par un lanceur dans l'histoire des Ligues majeures de baseball. En date de 2012, ce record de 1252 matchs tient toujours. Il a maintenu une moyenne de points mérités de 3,16 en 1295 manches et deux tiers lancées, avec 1179 retraits sur des prises, 87 victoires, 80 défaites et 144 sauvetages.

## Vie personnelle
Jesse Orosco et son épouse Leticia, mariés depuis 1985, ont trois enfants : Jesse Jr., Natalia et Alyssa. Le jeune Jesse, né en 1987, était un lanceur de relève qui a joué deux années en ligues mineures pour les Diamondbacks de l'Arizona,.